# Ludwig Schroeder
Ludwig Schroeder (* 13. März 1877 in Danzig; † nach 1939) war ein deutscher Offizier und Generalarbeitsführer.

## Leben
Schroeder schlug 1895 als Fahnenjunker eine Militärlaufbahn ein und wurde im Jahr darauf Leutnant. Später war er Erzieher an der Kadettenschule auf Schloss Oranienstein. Von 1905 bis 1914 war er zu verschiedenen Truppengattungen kommandiert und nahm anschließen bis 1917 am Ersten Weltkrieg teil. Er war Mitglied der Deutschen Militärmission für die Türkei.
Nach dem Krieg wurde er in die Reichswehr übernommen und 1922 als Major entlassen. Im selben Jahr wurde er Bevollmächtigter des Reichsbeauftragten für die Überwachung der Ein- und Ausfuhren an der Westgrenze. Es folgten unterschiedliche Tätigkeiten in der Wirtschaft, u. a. als Vermögensverwalter eines Großgrundbesitzers.
Im März 1929 trat er der NSDAP bei und wurde zum Geschäftsführer der Nationalen Nothilfe ernannt. Im August 1931 gründete er den Verein zur Umschulung freiwilliger Arbeitskräfte (VzU), welcher es der NSDAP ermöglichte Staatsmittel für die Idee des Arbeitsdienstes einzusetzen und damit ein Vorläufer des späteren Reichsarbeitsdienstes (RAD) war, und Schroeder wurde Gauarbeitsführer des Gaus Mecklenburg (RAD-Gau VI). Ab 1932 nannte sich der Dachverband der Vereine zur Umschulung Reichsverband Deutscher Arbeitsdienstvereine und Schroeder nahm als Gast und Beobachter an den Sitzungen des 1933 gegründeten Reichsarbeitsgemeinschaft der Dienstträgerverbände teil. 1939 war er als Generalarbeitsführer Leiter des Reichsarbeitsdienstes, Arbeitsgau VI (Schwerin) in der Gauleitung Mecklenburg der NSDAP.
Ludwig Schroeder war u. a. mit dem Hamburgischen Hanseatenkreuz, dem Bayerischen Militärverdienstkreuz mit Schwertern, dem Türkischen Mecidiye-Orden III. Klasse mit Schwertern, der Liakat-Medaille mit Schwertern und dem Eisernen Halbmond ausgezeichnet worden.